# David Miscavige

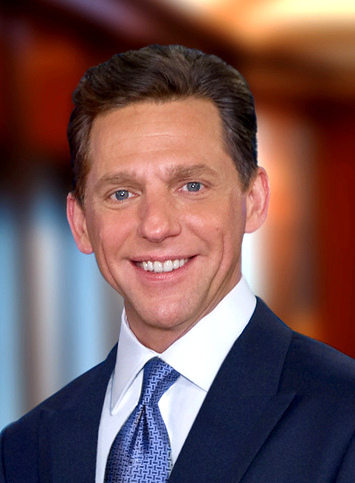
David Miscavige (2011)

David Miscavige (* 30. April 1960 in Philadelphia, Pennsylvania) ist ein US-amerikanischer Scientologe. Er ist dort seit seinem 26. Lebensjahr in führender Position tätig. Derzeit ist er Vorstandsvorsitzender des Religious Technology Center (RTC). Die 1982 gegründete Organisation verwaltet die Urheber- und Markenrechte sowie die Anwendung der Schriften und Techniken von Scientology.

## Leben
Miscavige wurde von seinen Eltern Ron und Loretta zunächst katholisch erzogen, der Vater nahm jedoch auch Scientology-Kurse in Anspruch. Als sein Sohn, der an Asthma und Allergien litt, einen Anfall hatte, nahm er ihn mit zu einem Scientologen. Nach einem 45-minütigen Auditing verschwand das Asthma angeblich für drei Jahre.
Danach begann die ganze Familie, sich mit Scientology zu beschäftigen und zog dafür nach England. Dort, in East Grinstead, befindet sich der britische Hauptsitz von Scientology. Als Zwölfjähriger auditierte David bereits selbst Erwachsene und zog später wieder nach Clearwater im US-Bundesstaat Florida, einem der Zentren der Organisation. Mit 16 Jahren gab er die Schule auf, um sich ganz Scientology zu widmen, und wurde Mitglied der Unterorganisation „Sea Org“. Es folgte ein steiler Aufstieg, teilweise noch unter Förderung von Scientology-Gründer L. Ron Hubbard. Nach dessen Tod setzte sich Miscavige in internen Machtkämpfen – vor allem mit Patrick Broeker – durch und strukturierte die Organisation grundlegend um.
Er wohnt auf der Gold Base, einer Scientology-Wohnanlage in der Nähe von Hemet im kalifornischen Riverside County. Seine Ehefrau Shelly Miscavige wurde 10 Jahre nicht in der Öffentlichkeit gesehen, sie wird in einem versteckten Anwesen in den kalifornischen Bergen vermutet. Er hat drei Geschwister, darunter eine Zwillingsschwester. Seine Nichte ist die Scientology-Aussteigerin und -Kritikerin Jenna Miscavige Hill.
Miscavige war Trauzeuge bei der Hochzeit von Tom Cruise und Katie Holmes am 18. November 2006. 2007 bekundete er, dass er fest davon überzeugt sei, dass Cruise in Zukunft wie Christus verehrt werde und dass er der neue „Prophet der Religion“, der Messias von Scientology, sei bzw. werde.
In einem internen Schreiben bezeichnete Miscavige die COVID-19-Pandemie als „Hysterie“ und rief seine Anhänger dazu auf, weiterhin an religiösen Treffen teilzunehmen.

## Anschuldigungen über Gewalttätigkeit
David Miscavige wurde von hochrangigen Aussteigern der Scientology-Organisation unabhängig voneinander beschuldigt, seine Untergebenen regelmäßig sowohl psychisch als auch körperlich zu misshandeln. Andere, noch in der Organisation tätige, hochrangige Mitglieder bestritten dies jedoch.